# Aubatèrra
Aubaterra (en francès Aubeterre-sur-Dronne) és un municipi francès situat al departament del Charente i a la regió de la Nova Aquitània. L'any 2007 tenia 422 habitants.

## Demografia

### Població
El 2007 la població de fet d'Aubeterre-sur-Dronne era de 422 persones. Hi havia 168 famílies de les quals 61 eren unipersonals (20 homes vivint sols i 41 dones vivint soles), 58 parelles sense fills, 37 parelles amb fills i 12 famílies monoparentals amb fills.
La població ha evolucionat segons el següent gràfic:
Habitants censats

### Habitatges

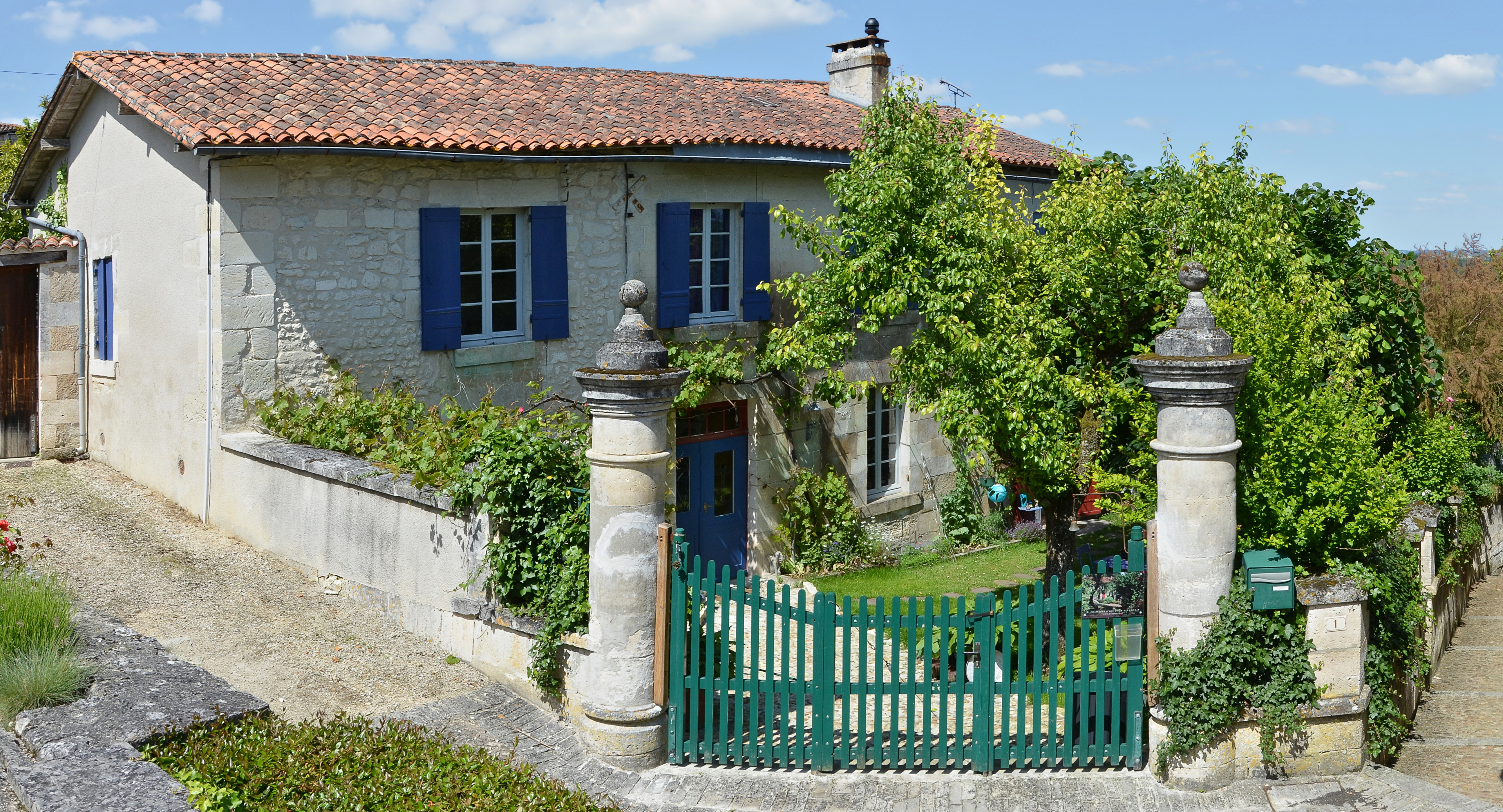
Casa tradicional a Aubaterra

El 2007 hi havia 257 habitatges, 172 eren l'habitatge principal de la família, 66 eren segones residències i 19 estaven desocupats. 222 eren cases i 29 eren apartaments. Dels 172 habitatges principals, 109 estaven ocupats pels seus propietaris, 46 estaven llogats i ocupats pels llogaters i 16 estaven cedits a títol gratuït; 11 tenien dues cambres, 37 en tenien tres, 42 en tenien quatre i 81 en tenien cinc o més. 96 habitatges disposaven pel capbaix d'una plaça de pàrquing. A 99 habitatges hi havia un automòbil i a 44 n'hi havia dos o més.

### Piràmide de població
La piràmide de població per edats i sexe el 2009 era:
| Homes | Edats   | Dones |
| ----- | ------- | ----- |
| 0     | 95 o +  | 0     |
| 4     | 90 a 94 | 20    |
| 4     | 85 a 89 | 12    |
| 4     | 80 a 84 | 12    |
| 8     | 75 a 79 | 20    |
| 8     | 70 a 74 | 12    |
| 28    | 65 a 69 | 4     |
| 24    | 60 a 64 | 20    |
| 12    | 55 a 59 | 12    |
| 20    | 50 a 54 | 8     |
| 16    | 45 a 49 | 4     |
| 12    | 40 a 44 | 16    |
| 4     | 35 a 39 | 8     |
| 16    | 30 a 34 | 4     |
| 4     | 25 a 29 | 4     |
| 8     | 20 a 24 | 4     |
| 16    | 15 a 19 | 24    |
| 8     | 10 a 14 | 0     |
| 4     | 5 a 9   | 0     |
| 8     | 0 a 4   | 0     |

## Economia
El 2007 la població en edat de treballar era de 225 persones, 149 eren actives i 76 eren inactives. De les 149 persones actives 127 estaven ocupades (70 homes i 57 dones) i 22 estaven aturades (14 homes i 8 dones). De les 76 persones inactives 24 estaven jubilades, 24 estaven estudiant i 28 estaven classificades com a «altres inactius».

### Ingressos
El 2009 a Aubeterre-sur-Dronne hi havia 120 unitats fiscals que integraven 229 persones, la mediana anual d'ingressos fiscals per persona era de 14.741 €.

### Activitats econòmiques
Dels 54 establiments que hi havia el 2007, 1 era d'una empresa extractiva, 2 d'empreses alimentàries, 7 d'empreses de fabricació d'altres productes industrials, 3 d'empreses de construcció, 15 d'empreses de comerç i reparació d'automòbils, 1 d'una empresa de transport, 9 d'empreses d'hostatgeria i restauració, 1 d'una empresa financera, 5 d'empreses immobiliàries, 3 d'empreses de serveis, 6 d'entitats de l'administració pública i 1 d'una empresa classificada com a «altres activitats de serveis».
Dels 18 establiments de servei als particulars que hi havia el 2009, 1 era una oficina d'administració d'Hisenda pública, 1 gendarmeria, 1 oficina de correu, 1 una oficina bancària, 2 tallers de reparació d'automòbils i de material agrícola, 2 paletes, 1 electricista, 8 restaurants i 1 agència immobiliària.
Dels 8 establiments comercials que hi havia el 2009, 1 era una botiga de menys de 120 m², 2 fleques, 1 una carnisseria, 1 una llibreria, 2 botigues d'equipament de la llar i 1 una floristeria.
L'any 2000 a Aubeterre-sur-Dronne hi havia 3 explotacions agrícoles.

## Equipaments sanitaris i escolars
L'únic equipament sanitari que hi havia el 2009 era una farmàcia.
El 2009 hi havia una escola elemental integrada dins d'un grup escolar amb les comunes properes formant una escola dispersa.

## Poblacions més properes
El següent diagrama mostra les poblacions més properes.